# Veliki čilski potres
Veliki čilski potres je bil hud potres z močjo 9,5 po momentni lestvici, ki je 22. maja 1960 prizadel jug Čila in je do danes najmočnejši potres v zgodovini merjenja. Potres z epicentrom blizu kraja Lumaco, okrog 570 km južno od Santiaga, se je zgodil ob 15:11 po lokalnem času (19:11 GMT) in povzročil obsežno opustošenje v Čilu. Največ neposredne škode je bilo v bližnjem mestu Valdivia, kjer se je porušilo 40 % vseh stavb, med njimi več španskih utrdb iz kolonialnih časov. Seizmična energija tega potresa je predstavljala četrtino vse energije, ki se je skupno sprostila v potresih v celotnem 20. stoletju.
Potres je sprožil tudi številne lokalizirane cunamije z valovi, visokimi tudi do 25 m, ki so opustošili velik del obale v južnem Čilu in izbrisali več naselij. Glavni cunami je potoval proti severovzhodu preko Tihega oceana in močno poškodoval mesto Hilo na Havajih, še na Japonskem ter Filipinih pa so poročali o več kot 10 m visokih valovih. Število žrtev in škodo tako obsežne katastrofe je težavno ocenjevati; različna poročila govorijo o 2.231 do 6.000 žrtvah in škodi, ki je znašala med 400 in 800 milijoni USD (oz. med 2,9 in 5,8 milijarde USD, upoštevajoč inflacijo do leta 2011).